# غراهام بول
غراهام بول (بالإنجليزية: Graham Poll)‏، من مواليد 29 يوليو 1963 في ترينغ في إنجلترا، حكم كرة قدم إنجليزي دولي.
حكم في كأس الأمم الأوروبية لكرة القدم 2000 وكأس العالم لكرة القدم 2002 وكأس العالم لكرة القدم 2006.

## روابط خارجية
- غراهام بول على موقع Soccerway.com (الإنجليزية)
- غراهام بول على موقع عالم كرة القدم.نت (الإنجليزية)